# Grzegorz Jarzyna

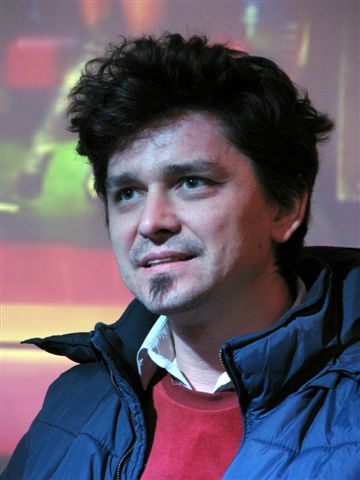
Grzegorz Jarzyna (2010)

Grzegorz Jarzyna (* 1968 in Chorzów (deutsch: Königshütte), Polen) ist ein polnischer Theaterregisseur.
Jarzyna studierte zunächst Philosophie und Theologie in Krakau, bevor er 1993 ein Regiestudium an der Schauspielschule in Krakau begann. Sein Mentor an der Schauspielschule war der Regisseur Krystian Lupa, dessen Assistent er während des Studiums wurde.
Seine ersten eigenständigen Arbeiten beschäftigten sich mit dem absurden Theater von Stanislaw Ignacy Witkiewicz. 1997 inszenierte Jarzyna am Teatr Stary in Krakau Yvonne, Prinzessin von Burgund von Witold Gombrowicz.
Seit 1998 ist Grzegorz Jarzyna künstlerischer Leiter des Teatr Rozmaitości in Warschau, das er gemeinsam mit Krzysztof Warlikowski zu einer der fortschrittlichsten und populärsten Bühnen in Polen machte. Seine Inszenierungen werden zu internationalen Festivals eingeladen. Auch in Deutschland werden seine Inszenierungen gezeigt. Im Oktober 2007 wurde er für seine Wiener Medea-Inszenierung mit dem Nestroypreis in der Kategorie Beste Regie ausgezeichnet.

## Wichtige Inszenierungen
- 1997 – Yvonne, Prinzessin von Burgund von Witold Gombrowicz am Alten Theater in Krakau
- 1999 – Doktor Faustus nach Thomas Mann am Teatr Rozmaitości in Warschau und am Teatr Polski in Wrocław
- 2001 – Das Fest von Thomas Vinterberg am Teatr Rozmaitości in Warschau
- 2002 – 4.48 Psychose von Sarah Kane am Polnischen Theater in Poznań und am Düsseldorfer Schauspielhaus
- 2003 – Im Dickicht der Städte von Bertolt Brecht an der Schaubühne am Lehniner Platz in Berlin
- 2004 – Bash von Neil LaBute am TR Warszawa (Teatr Rozmaitości) in Warschau
- 2005 – 2007: Macbeth nach William Shakespeare
- 2005 – Così fan tutte von Wolfgang Amadeus Mozart – Teatr Wielki in Poznań
- 2006 – Giovanni nach Molière und Wolfgang Amadeusz Mozart – TR Warszawa
- 2006 – MEDEA ein Projekt im Kasino des Burgtheaters, Wien
- 2007 – Der Löwe im Winter von James Goldman – Burgtheater, Wien
- 2010 – Areteia. Ein Szenarium[1] Grillo-Theater, Essen.